# Robert Kazinsky
Robert Kazinsky, született Robert John Appleby (Haywards Heath, 1983. november 18. –) brit színész.
Legismertebb alakítása Casper Rose 2005 és 2006 között vetített Dream Team című sorozatban. A Marvel Kapitány című filmben is szerepelt.

## Fiatalkora
1983. november 18-án Haywards Heathben. Zsidó. Folyékonyan beszél héberül. A hove-i Hove Park Schoolban tanult 1995 és 2000 között. 2002 szeptembere és 2005 júliusa között a Guildford School of Actingben tanult színésznek. Művészneveként nagyapja középső nevét vette fel.

## Pályafutása
Először izraeli reklámokban szerepelt. 2005 és 2006 között a Dream Team című sorozatban szerepelt. 2006 és 2022 között a EastEnders című sorozatban szerepelt. 2010-ben a Testvérek című sorozatban szerepelt. 2012-ben a Red Tails: Különleges légiosztag című filmben szerepelt. 2013-ban a True Blood – Inni és élni hagyni című sorozatban szerepelt.  Ugyanebben az évben a Tűzgyűrű című filmben szerepelt. 2015-ben a Second Chance című sorozatban szerepelt. 2016-ban a Warcraft: A kezdetek című filmben.

## Filmográfia

### Filmek
| Év   | Magyar cím                       | Eredeti cím           | Szerep            | Magyar hang            |
| ---- | -------------------------------- | --------------------- | ----------------- | ---------------------- |
| 2009 |                                  | Love                  | Mikey             |                        |
| 2009 |                                  | Cowboy                | Mark              |                        |
| 2012 | Red Tails: Különleges légiosztag | Red Tails             | Chester Barnes    |                        |
| 2013 | Tűzgyűrű                         | Pacific Rim           | Chuck Hansen      | Szabó Máté             |
| 2013 |                                  | Siren                 | Guy               |                        |
| 2015 | Csábítunk és védünk              | Hot Pursuit           | Randy             | Szabó Máté             |
| 2016 | Warcraft: A kezdetek             | Warcraft              | Orgrim Doomhammer | Sarádi Zsolt           |
| 2018 |                                  | Spivak                | Chuck             |                        |
| 2018 |                                  | Mute                  | Rob               |                        |
| 2019 |                                  | For the Love of Money | Mark              |                        |
| 2019 |                                  | The Assent            | Joel              |                        |
| 2019 | Marvel Kapitány                  | Captain Marvel        | Don               | Horváth-Töreki Gergely |
| 2020 |                                  | Big America           | Henry             |                        |
| 2022 | A szürke ember                   | The Gray Man          | Perini            |                        |

### Televíziós szerepek
| Év                         | Magyar cím                       | Eredeti cím                | Szerep               | Megjegyzések |
| -------------------------- | -------------------------------- | -------------------------- | -------------------- | ------------ |
| 2005                       |                                  | The Basil Brush Show       | Sven Garley          | 1 epizód     |
| 2005–2006                  |                                  | Dream Team                 | Casper Rose          | 30 epizód    |
| 2006–2009, 2019, 2021–2022 |                                  | EastEnders                 | Sean Slater          | 259 epizód   |
| 2010                       | Esküdt ellenségek: Los Angeles   | Law and Order: Los Angeles | Ronnie Powell        | 1 epizód     |
| 2010                       | Testvérek                        | Brothers and Sisters       | Dr Rick Appleton     | 2 epizód     |
| 2013                       | Robotcsirke                      | Robot Chicken              | George Jetson (hang) | 1 epizód     |
| 2013                       | True Blood – Inni és élni hagyni | True Blood                 | Macklyn Warlow       | 9 epizód     |
| 2016                       |                                  | Second Chance              | Jimmy Pritchard      | 11 epizód    |
| 2016                       |                                  | Face Off                   | önmaga               | 1 epizód     |